# Hjördis Nordin
Hjördis Nordin (Lund, 2 augustus 1932) is een Zweeds turnster. 
Nordin won in 1950 de wereldtitel in de landenwedstrijd.
Twee jaar later won Nordwin olympisch goud in het onderdeel landenwedstrijd draagbaar gereedschap.

## Resultaten

### Olympische Zomerspelen
| Jaar | Plaats   | Resultaten                                                                              |
| ---- | -------- | --------------------------------------------------------------------------------------- |
| 1952 | Helsinki | in de landenwedstrijd draagbaar gereedschap 4e in de landenwedstrijd 65e in de meerkamp |

### Wereldkampioenschappen turnen
| Jaar | Plaats | Resultaten            |
| ---- | ------ | --------------------- |
| 1950 | Bazel  | in de landenwedstrijd |

1952: Evy Berggren, Vanja Blomberg, Ann-Sofi Colling, Karin Lindberg, Hjördis Nordin, Göta Pettersson, Gun Röring, Ingrid Sandahl ·
1956: Andrea Bodó, Erzsébet Gulyás, Ágnes Keleti, Alíz Kertész, Margit Korondi, Olga Tass